# Nevena Božović
Nevena Božović (Kosovska Mitrovica, 1994. június 15. –) szerb énekesnő, a Moje 3 lányegyüttes tagja volt. Ő képviselte Szerbiát a 2019-es Eurovíziós Dalfesztiválon Tel-Avivban, Kruna című dalával.

## Pályafutása
Zenei karrierje 2007-ben kezdődött, amikor Szerbia színeiben versengett a Junior Eurovíziós Dalfesztiválon. A dalversenyen Piši mi című dalával végül harmadik helyezett lett, ami holtversenyben az ország minden idők legjobb junior eurovíziós szereplése, a 2010-es dalukkal. 2009-ben részt vett a Herceg Noviban megrendezett Sunčane Skale fesztiválon Ti című dalával. 2012-ben jelentkezett a The Voice szerb változatának második évadába, ahol végül másodikként végzett.
A Moje 3 tagjaként a 2013-ban hazáját képviselte az Eurovíziós Dalfesztiválon. A lánycsapatnak nem sikerült továbbjutnia a döntőbe, az elődöntőben 46 ponttal a 11. helyen végeztek a Ljubav je svuda című dallal. Ugyanebben az évben új dalt adott ki Pogledaj me címmel. A 2015-ös Eurovíziós Dalfesztiválon a szerb zsűri tagjaként értékelte a produkciókat. 2019-ben Jasno mi je című dalát jelölték a szerb MAC díjátadón az év legjobb elektropop dala címen, amit sikerült megszereznie. Ugyanezen a díjátadón Karolina Gočevával közösen adták át az év legjobb férfi pop dalának járó díjat. Az előbb említett évben sikerült bejutnia a Beovizija nevű szerb eurovíziós nemzeti döntőbe, amit végül megnyert, így ismét, de ezúttal szólóban, ő képviselte Szerbiát az Eurovíziós Dalfesztiválon, Kruna című dalával. A dalfesztivál tel-avivi döntőjében a tizennyolcadik helyen végzett.

## Diszkográfia

### Kislemezek
- Piši mi (2007)
- Ti (2009)
- Ljubav je svuda (2013, Moje 3 tagjaként)
- Pogledaj me (2013)
- Znam da noćas gubim te(2013)
- Bal (2014)
- Trebam tebe (2015)
- Čujem da dolaziš u grad (2016)
- Siesta (2016)
- Jasno mi je (2017)
- Dangerous drug (2017)
- Kruna (2019)